# Ronald Cerritos
Ronald Osvaldo Cerritos Flores (ur. 3 stycznia 1975 w San Salvador) – salwadorski piłkarz, grający na pozycji napastnika. W trakcie swojej kariery mierzył 175 cm wzrostu.

## Kariera klubowa
Karierę sportową Cerritos zaczął w salwadorskim klubie ADET. Spędził tam 4 lata, do 1997 roku, kiedy to piłkarz podpisał kontrakt z San Jose Clash, grającym wtedy w Major League Soccer. W barwach tego klubu Cerritos rozegrał 118 spotkań i strzelił 55 bramek. Z tym klubem zdobył Puchar MLS w 2001 roku. W roku 2002 zawodnik przeszedł do Dallas Burn (obecnie FC Dallas), a później do D.C. United. W tym drugim klubie Cerritos rozegrał w latach 2003–2004 zaledwie 13 spotkań i zdobył 2 gole. W 2004 roku Cerritos wrócił do Salwadoru.
W 2005 roku Cerritos wrócił ponownie do Stanów Zjednoczonych, a konkretnie do San Jose Earthquakes. Ponownie, tak jak w jego ostatnim pobycie w tym klubie, Cerritos był podstawowym zawodnikiem. Zdobył on 7 goli w 30 spotkaniach, zdobył także nagrodę MLS Fair Play Award. W 2006 był piłkarzem Houston Dynamo, a jeszcze w tym samym roku Cerritos podpisał kontrakt z San Salvador FC. W barwach tego klubu Cerritos rozegrał 48 spotkań i strzelił 9 goli. W 2008 roku powrócił ponownie do USA, by zagrać w Real Maryland Monarchs, a później w Carolina RailHawks. W tym samym roku zakończył karierę sportową.

## Kariera reprezentacyjna
W reprezentacji Salwadoru Cerritos rozegrał 70 spotkań i strzelił 8 bramek. Zadebiutował on w meczu z reprezentacją USA 5 grudnia 1993 roku.